# Carlton in Lindrick
Carlton in Lindrick är en by och en civil parish i Bassetlaw i Nottinghamshire i England. Orten har 5 818 invånare. Byn nämndes i Domedagsboken (Domesday Book) år1086, och kallades då Careltune / Caretune.